# Gässlingen, Hälsingland
Gässlingen är en sjö i Ovanåkers kommun i Hälsingland och ingår i Ljusnans huvudavrinningsområde. Sjön är 4 meter djup, har en yta på 0,863 kvadratkilometer och är belägen 126 meter över havet.

## Delavrinningsområde
Gässlingen ingår i det delavrinningsområde (680832-151982) som SMHI kallar för Utloppet av Gässlingen. Medelhöjden är 135 meter över havet och ytan är 5,02 kvadratkilometer. Det finns ett avrinningsområde uppströms, och räknas det in blir den ackumulerade arean 25,87 kvadratkilometer. Vattendraget som avvattnar avrinningsområdet har biflödesordning 3, vilket innebär att vattnet flödar genom totalt 3 vattendrag innan det når havet efter 70 kilometer. Avrinningsområdet består mestadels av skog (62 procent). Avrinningsområdet har 0,86 kvadratkilometer vattenytor vilket ger det en sjöprocent på 17,2 procent.